# أوبري ليفين
أوبري ليفين (ولد 18 ديسمبر 1938) هو طبيب نفسي كندي من أصول جنوب إفريقيا و عقيد في قوات الدفاع الجنوب إفريقية استعمل إجراءات مروعة على المجندين المثليين جنسيا والمعارضين لمعالجتهم من الميول المشبوهة نحو نفس الجنس في حقبة الفصل العنصري في جنوب إفريقيا
.في السبعينات و الثمانينات, عرَض ليفين العديد من المثليين من الرجال و النساء إلى الصدمة الكهربائية و الخصي الكيميائي , و أكثر من 900 مجند أجبر على الخضوع لجراحة إعادة تحديد الجنس
في 1995, انتقل ليفين للعيش في كندا و تحصل هناك على رخصة ليكون طبيبا. أصبح بعد ذلك أستاذا في الطب النفسي السريري في جامعة كالغاري. سنة 2010, تم إلقاء القبض عليه بتهمة الاعتداء الجنسي على مريض: 30 رجلا قالوا أنهم تعرضوا للاعتداء الجنسي من ليفين في عياداعه أثناء التشخيص. أكدت تهم الاعتداء على ليفين, مما أدى إلى الحكم عليه بخمس سنوات في السجن مع سحب رخصته الطبية

## الحياة المبكرة
ولد ليفين في 18 ديسمبر 1938 في جوهانسبرغ, جنوب إفريقيا. أبوه هو العضو اليهودي الأول في الحزب الوطني (جنوب إفريقيا)
وهو الحزب الحاكم في جنوب إفريقيا إلى نهاية الفصل العنصري

## التعليم
أكمل ليفين التعليم الثانوي سنة 1954 وبدأ دراساته الطبية في جامعة بريتوريا مدعومة من قوات الدفاع الجنوب إفريقية (SADF) للمنحة الدراسية. عام 1968, بينما كان يكمل دراسته للتحصل على رخصة طبيب نفسي أرسل رسالة إلى سكرتير برلمان جنوب إفريقيا في كايب تاون, يعرض فيها استخدامه للصعق الكهربائي كعلاج للشواذ جنسيا أمام اللجنة البرلمانية الخاصة المكلفة بدراسة تعديل قانون الفحش . بعض زملائه أطلقوا عليه لقب " السيد الصاعق". تأهل كطبيب نفسي سنة 1969

## قوات الدفاع الجنوب إفريقية
بسبب رخصته كطبيب نفسي تم تعيينه كولونيل عند انضمامه إلى
قوات الدفاع الجنوب إفريقية. في 1971, أصبح رئيس الفريق المسؤول عن برنامج إعادة تأهيل مدمني المخدرات في قوات الدفاع الجنوب إفريقية في وارد(ward) 22 من المستشفى العسكري رقم 1 في فورتريكرهوجتي, قرب بريتوريا

### مشروع النفور
في المستشفى العسكري رقم 1, فورتريكرهوجتي, المعروفة الأن بثابا تسواني, هناك طور ليفين خليطا من الصدمة الكهربائي والأدوية المخدرة لمجندي قوات الدفاع الجنوب إفريقية الذين تم اعتبارهم ك"منحرفين".شمل هذا أولائك الذين يدخنون الماريجوانا و المثليين. أصبح عمل ليفين لقوات الدفاع الجنوب إفريقية الذي استعمل فيه العلاج النفوري(aversion therapy), موضوع للتدقيق في فترة نهاية الفصل العنصري
أثناء عمله في فورتريكرهوجتي, سافر ليفين إلى جريفسوالد, في منطقة معزولة في شمال جنوب إفريقيا, حيث كان هو الطبيب النفسي المساعد. عرفت ثكنات الجريفسوالد ب"سمعة سيئة لسوء معاملتها للمجندين", بهدف معالجة المجندين من "رذائل مزعومة و اعتراضات ضميرية". تم وصف الحياة في جريفسوالد بالتفصيل من قبل أحد مرضاه,جوردن تور, في روايته الصادرة عام 2014, أقتل نفسك و عد إلى 10.
عام 2013, تابع أعضاء جريفسوالد على فايسبوك محاكمة ليفين الطويلة التي دامت 4 أشهر في ألبرتا, كندا وكانوا سعيدين عندما أذنب. صحفي من المجلة العالمية قابل بعضا من الأعضاء(ضحايا التعذيب في جريفسوالد) الذين عاشوا بعدها في أستراليا, دنمارك ودول أخرى. كانت هناك لا تزال بعض الندوب على أجسام ضحايا الجريفسوالد و التي وصفها بعضهم ب"التعذيب". قالوا أنهم يطلقون على جريفسوالد لقب "الخزنة".ليفين, الذي سموه "الفقاعة" لوزنه, عرف ب"عنف سلطته تجاه الرجال الشباب".كان العديد منهم لا يزالون مراهقين عندما تعرضوا للصدمة في جريفسوالد و "مركز غضبهم هو ليفين أوبري"
بين عامي 1975 و 1981, عمل ليفين أيضا في مستسفى أدينجتون و Fort England لعلاج الأمراض النفسية في جراهامستاون, تسمى الان ماكهندا, كايب الشرقية. كان يجري عمليات الإخصاء الكيميائي.
في 2014 ذكرت مجلة صالون أن مايقارب ال900 شخص الذين تم تجنيدهم إجباريا,كان العديد منهم تتراوح أعمارهم بين 16 و 24 إذ خضعوا قسريا إلى عملية "إعادة تحديد الجنس"(SRS). في هذه العمليات الإجبارية, التوغلية والغير المكتملة في بعض الأحيان , يستئصل العضو الذكري, فلم يتمكن هؤلاء من تحمل تكاليف الهرمونات المرتفعة للتأقلم مع "هويتهم الجنسية الجديدة" فتُركوا دون دعم. من 1971 إلى 1989, الأشخاص الذين شخصوا بالمثلية خضعوا إلى الإخصاء الكيميائي و العلاج بالصدمة الكهربائية كعلاج للمثلية الجنسية

### منشورات توثق دور ليفين في مشروع النفور
في عام 1994, ومع نهاية فترة الفصل العنصري, استمعت لجنة الحقيقة والمصالحة إلى شهادة تتعلق بطبيعة إدارة ليفين لمشروع النفور أثناء عمله في قوات الدفاع الجنوب إفريقية,حيث نشرت تفاصيلها في 1999.في تقرير سمي ب"العقيد"
في يونيو 1997, قدمت مؤسسة الصحة وحقوق الإنسان تقريرا إلى لجنة الحقيقة والمصالحة اتهمت فيه ليفين بشكل رئيسي لتعذيبه الشواذ في قوات الدفاع الجنوب إفريقية.في مقابلة مع الجارديان في 2000, قال ليفين أن علاجه النفوري سبب قليلا من الألم و جميع مرضاه أرادوا التعافي.الHHRC, مشروع تعاوني, أسس في 1997 من قبل مدرسة الصحة العامة و العلاج العائلي لجامعة كايب تاون, و Cape Town-based NGO,مركز علاج النجين من التعذيب والعنف.
في أكتوبر 1999, تقرير من 132 صفحة عنوانه "مشروع النفور: انتهاكات حقوق المثليين والشواذ في قوات الدفاع الجنوب إفريقية من طرف العاملين في مجال الصحة في فترة الفصل العنصري" نشر بتمويل من مؤسسة جوزيف رونتري الخيرية و تكليف من مجلس البحوث الطبية في جنوب أفريقيا و جماعات حقوق الإنسان
في عام 2000, نشرت الديلي مايل و صحيفة الجارديان "سلسلة تحقيقات مرعبة", من ضمنها مقال نشر من جارديان ذكر تفاصيل حول التحقيق. نشر نفس الصحفي محاكمة ليفين حول الاعتداء الجنسي في 2012 في ألبرتا,كندا.
في مارس 2001, نشر روبرت م.كابلان مقاله حول تقرير صحيفة جنوب إفريقيا الطبية(SAMJ). و فيها أشير إلى ليفين بالعقيد.فصّل التقرير"الإخصاء الكيميائي و الصدمات الكهريائية"
سنة 2010, بدأ الصحفيون في جنوب إفريقيا نشر مقالات عميقة حول دور ليفين في فترة الفصل العنصري, موفرين خلفية عن الاتهامات الواردة عليه في كندا. شملت العناوين"سيد الصاعق في قفص الاتهام",تيري بيل, مؤلف Unfinished business : جنوب إفريقيا, الفصل العنصري, والحقيقة, كتب مقالاً بعنوان "مطاردة الدكتور شوك" ندد فيه بالطريقة التي تهرب بها ليفين من العدالة في جنوب أفريقيا
أدرجت مقالة في موقع AlterNet عام 2014، أعيد نشرها في مجلة Salon، مشروع النفور، الذي تم تنفيذه في جنوب أفريقيا خلال حقبة الفصل العنصري، كواحد من "أكثر عشر تجارب طبية شراً".
في عام 2014، كتب جوردون تور، أحد مرضى ليفين السابقين، رواية بعنوان اقتل نفسك وعد إلى 10 عن مجند خيالي في قوات الدفاع الجنوب إفريقية تم دفعه عن طريق الخطأ إلى برنامج إعادة تعليم وحشي، يديره طبيب نفسي استخدم الشباب كألعاب تجريبية له. استند تور في روايته إلى تجربته الشخصية في معسكر جريفزوالد في عصر الفصل العنصري في "المقاطعة الشمالية حيث كان يتم إرسال أي شخص يُعتبر غير لائق لتلبية احتياجات الجيش القومي التي وضعها الكالفينيون لإعادة التأهيل".

### ساسكتشوان, كندا
في عام 1995، كان ليفين يعمل في مستشفى فورت إنجلاند في جراهامستاون، عندما علم أن تقرير لجنة الحقيقة والمصالحة (TRC) قد وصفه بأنه أحد منتهكي حقوق الإنسان.قال خليفته أن ليفين "غادر على عجل" لدرجة أنه لم يملأ مكتبه".كان لا بد من إرسال متعلقاته بالبريد إلى ساسكاتشوان، كندا، حيث هاجر. قال إن سبب هجرته كان "فقط بسبب ارتفاع معدل الجريمة" في جنوب أفريقيا و"نفى الاتهامات الموجهة إليه".
في عام 1995، منحت كلية الأطباء والجراحين في ساسكاتشوان بكندا ليفين ترخيصًا لممارسة المهنة في ساسكاتشوان.
في ساسكاتون، ساسكاتشوان، كان ليفين لفترة قصيرة المدير الإقليمي للمركز الإقليمي للطب النفسي
في أواخر التسعينيات، طلبت لجنة الحقيقة والمصالحة من ليفين الإدلاء بشهادته في جنوب إفريقيا للرد على الادعاءات المرفوعة ضده في الطلب المقدم من مشروع الصحة وحقوق الإنسان (HHRP).وهدد ليفين باتخاذ إجراء قانوني ورفض الحضور إلى جلسات لجنة الحقيقة والمصالحة. ولم يحدد التقرير النهائي للجنة الحقيقة والمصالحة اسم ليفين. تمت الإشارة إليه على أنه طبيب نفساني (وليس طبيبًا نفسيًا) "يمارس علاج النفور".

## ألبرتا, كندا
في عام 1998، أرسل HHRP خطابًا إلى كلية الأطباء والجراحين في ألبرتا (CPSA) أبلغوا فيه CPSA بخلفية ليفين. ولم يتلقوا أي رد. وفي العام نفسه، منحت هيئة سلامة المنتجات الاستهلاكية ليفين ترخيصًا للعمل في مجال ممارسة الطب في ألبرتا. عمل طبيباً نفسياً وأكاديمياً في ألبرتا منذ عام 1998 حتى تم تعليق رخصته في عام 2010.بحلول عام 2000، كان ليفين يعمل في مستشفى تعليمي في كالجاري، ألبرتا.

## تهم الاعتداء الجنسي
في مارس/آذار 2010، علقت كلية الأطباء والجراحين في ألبرتا ترخيص ليفين بسبب اتهامات بالإساءة بعد أن قام مريض ذكر بتصوير الطبيب النفسي سراً وهو يقوم بتحرشات جنسية. وبحلول يوليو/تموز 2010، تقدم 30 رجلاً آخرين، زاعمين أنهم تعرضوا للاعتداء من قبل ليفين أثناء جلسات الإرشاد، وفقاً للشرطة.
في 11 أكتوبر/تشرين الأول 2012، مثل ليفين للمحاكمة في محكمة كوينز بنش في كالجاري. لقد فشل دفاعه القانوني في إقناع جلسة ما قبل المحاكمة بأن ليفين غير لائق عقليًا للمثول للمحاكمة.
وقرر التاج المضي قدمًا في تسع من القضايا الأصلية البالغ عددها 21 قضية. أثناء المحاكمة، عُرض على هيئة المحلفين مقطع فيديو مصور لليفين وهو يلمس مريضًا، والذي تم تسجيله سرًا على [ساعة يد الكاميرا] الخاصة بالمريض.
في 28 يناير/كانون الثاني 2013، أدانت هيئة المحلفين ليفين بثلاث تهم بالاعتداء الجنسي على مرضى ذكور، وبراءته من تهمتين أخريين بالاعتداء الجنسي، في حين تم إعلان بطلان المحاكمة فيما يتعلق بأربع تهم أخرى. وأدين بتهمة "الاعتداء الجنسي على ثلاثة من مرضاه بين عامي 2008 و2010".
في 31 يناير/كانون الثاني 2013، أصبح ليفين مجرماً جنسياً مسجلاً، نتيجة للإدانات. وكان من المقرر أن تستمر متطلبات تسجيله لمدة 20 عامًا.
تساءلت مقالة نشرتها هيئة الإذاعة الكندية في مايو/أيار 2013 عن كيفية عدم علم "مسؤولي العدالة والمجتمع الأكاديمي" وكليات الأطباء والجراحين بتاريخ ليفين. وقال المدعي العام إن اليد اليمنى لم تكن تعلم ما تفعله اليد اليسرى.

### عرقلة العدالة
في 7 فبراير/شباط 2013، ألقت الشرطة القبض على زوجة ليفين، إيريكا ليفين، التي كانت تبلغ من العمر آنذاك 69 عاماً، واتهمتها بعرقلة العدالة بزعم محاولتها رشوة أحد المحلفين. وقالت المحلفة إنه تم الاقتراب منها على رصيف القطار في يناير/كانون الثاني وعرض عليها 1000 دولار أو 10 آلاف دولار في مظروف أبيض، لإصدار حكم بالبراءة. وأبلغ المحلف الشرطة وتم فصله بعد ذلك. وعلى الرغم من أن قاضية محكمة الملكة كارين هورنر قالت إن تصرفات ليفين كانت "أنانية" و"متهورة"، إلا أنها نظرت في ادعاء ليفين بأنه يعاني من اضطراب ما بعد الصدمة والاكتئاب، وحكمت عليها بـ "حكم مشروط لمدة 18 شهرًا مع الإقامة الجبرية و180 ساعة من الخدمة المجتمعية".

### الإفراج بكفالة
وعلى الرغم من الحكم عليه بالسجن لمدة خمس سنوات، تم إطلاق سراح ليفين بكفالة قدرها 15 ألف دولار في 13 فبراير/شباط 2013. وقال القاضي إنه منذ تعليق ترخيصه لممارسة الطب، فإنه "لا يشكل خطرا على الجمهور".

### محكمة الاستئناف في ألبرتا
وفي 23 أبريل/نيسان 2014، أيدت محكمة الاستئناف في ألبرتا، في قرار بالإجماع، الإدانة الصادرة في عام 2013. وأمر ليفين بالحضور، في غضون 48 ساعة، لبدء عقوبة مدتها خمس سنوات في مؤسسة لم يذكر اسمها.

### الإفراج المبكر من السجن
في عام 2016، حصلت قناة سي بي سي على معلومات تفيد بأن مجلس الإفراج المشروط الكندي قد منح ليفين يوم الإفراج المشروط. وبحلول مارس/آذار 2016، كان يعيش في منزل في منتصف الطريق. وكان الرجل البالغ من العمر 76 عاماً قد طلب العفو الكامل. وقال ليفين لمجلس الإفراج المشروط إن "الضحايا كذبوا وأن الشرطة والمحاكم... كانت مسؤولة عن [هو]". وتضمنت التقييمات تقييماً نفسياً "لاذعاً"، وتصريحات مفادها أن ليفين يبدو "ليس لديه اهتمام كبير بضحاياه ، وأنه كان "متلاعباً" وقدم نفسه على أنه "ضحية النظام". ونفى ليفين أن يكون لديه "أي دافع أو أساس جنسي لجرائمك الجنسية" وأنه "لم يكن على علم بأن ما كان يفعله كان عملاً إجراميًا في كندا كما هو مسموح به في وطنه جنوب إفريقيا".
في 1 فبراير 2023، تقدم ليفين بطلب للإفراج عنه من تسجيل مرتكبي الجرائم الجنسية. كان ليفين، الذي كان يبلغ من العمر آنذاك 84 عامًا، كبيرًا في السن، وعاجزًا، وضعيفًا إدراكيًا، ويُزعم أنه غير قادر على تلبية متطلبات التسجيل البدني، وقد مُنح ليفين من فانكوفر إنهاء الخدمة مبكرًا عندما لم يعارض التاج.
1. 1 2